# Премия Людвика Флека
Премия Людвика Флека (The Ludwik Fleck Prize) ежегодно присуждается за лучшую книгу в области исследований науки и технологий. Премия была учреждена Обществом социальных исследований науки в 1992 году. Названа в честь микробиолога Людвика Флека (1896-1961), автора книги «Возникновение и развитие научного факта: Введение в теорию стиля мышления и мыслительного коллектива». В этой книге рассматривается история открытия реакции Вассермана. Первоначально опубликованная в 1935 году на немецком языке, она осталась практически незамеченной. Однако, после того, как Томас Кун сослался на неё как на книгу, оказавшую влияние на становление его собственной концепции, была переиздана в 1979 году и приобрела широкую известность .

## Лауреаты премии
- 2024 — Shannon Cramm
- 2023 — Donovan Schaefer
- 2022 — Aniket Aga
- 2021 — Thom van Dooren
- 2020 — Noémi Tousignant
- 2019 —  Мишель Мёрфи[англ.] за книгу «The Economization of Life».
- 2018 —  Лунди Браун[англ.] за книгу «Breathing Race into the Machine: The Surprising Career of the Spirometer from Plantation to Genetics».
- 2017 —  Джуди Вайцман[англ.] за книгу «Pressed for Time: The Acceleration of Life in Digital Capitalism».
- 2016 —  Бану Субраманиам[англ.] за книгу «Ghost Stories for Darwin».
- 2015 —  Локланн Джейн[англ.] за книгу «Malignant: How Cancer Becomes Us».
- 2014 —  Хелен Тилли за книгу «Africa as a Living Laboratory: Empire, Development, and the Problem of Scientific Knowledge, 1870—1950».
- 2013 —  Изабель Стенгерс за книгу «Cosmopolitics».
- 2012 —   Хью Раффлс[англ.] за книгу «Insectopedia».
- 2011 —   Марион Фуркад за книгу «Economists and Societies: Discipline and Profession in the United States, Britain and France, 1890s to 1990s.».
- 2010 —  Ворвик Андерсон[англ.] за книгу «The Collectors of Lost Souls. Turning Kuru Scientists into Whitemen».
- 2009 —  Стивен Эпштайн[англ.] за книгу «Inclusion: Politics of Difference in Medical Research».
- 2008 —  Мишель Мёрфи[англ.] за книгу «Sick Building Syndrome and the Problem of Uncertainty».
- 2007 —  Джефри Боукер[англ.] за книгу «Memory Practices in the Sciences».
- 2006 —  Филип Мировски[англ.] за книгу «The Effortless Economy of Science?».
- 2005 —  Питер Китинг[вд] и  Альберто Камброзио[англ.] за книгу «Biomedical Platforms».
- 2004 —  Эннмари Мол за книгу «The Body Multiple».
- 2003 —  Хелен Верран за книгу «Science and an African Logic».
- 2003 —  Рэндалл Коллинз за книгу «The Sociology of Philosophies: A Global Theory of Intellectual Change».
- 2002 —  Лили Кей[англ.] за книгу «Who Wrote the Book of Life? A History of the Genetic Code».
- 2001 —  Карин Кнорр-Цетина[англ.] за книгу «Epistemic Cultures: How the Sciences Make Knowledge».
- 2000 —  Адель Кларк за книгу «Disciplining Reproduction: Modernity, American Life Sciences, and 'the Problems of Sex'».
- 1999 —  Донна Харауэй за книгу «Modest Witness, Second-Millennium: Femaleman Meets Oncomouse: Feminism and Technoscience».
- 1998 —  Питер Деар[рум.] за книгу «Discipline and Experience: The Mathematical Way in the Scientific Revolution».
- 1997 —  Теодор Портер за книгу «Trust in Numbers: The Pursuit of Objectivity in Science and Public Life».
- 1996 —  Стивен Шейпин за книгу «A Social History of Truth: Civility and Science in 17th Century England».
- 1995 —  Лонда Шибингер за книгу «Nature’s Body: Gender in the Making of Modern Science».
- 1994 —  Дональд Маккензи[англ.] за книгу «Inventing Accuracy: A Historical Sociology of Nuclear Missile Guidance».